# Pekalongan (Tambak)
Pekalongan is een bestuurslaag in het regentschap Gresik van de provincie Oost-Java, Indonesië. Pekalongan telt 1463 inwoners (volkstelling 2010).